# Kurt Levy
Kurt Levy (* 23. September 1911 in Bonn; † 3. Dezember 1987 in Köln) war ein deutscher Zeichner, Lithograph und Illustrator. Er wird dem Rheinischen Expressionismus zugerechnet.

## Leben
Kurt Levy war der älteste Sohn des Kaufmanns Karl Levy und seiner Ehefrau Mathilde, geb. Meyer. Mathilde Levy war gelernte Modistin und führte ein Hut- und Modengeschäft mit dem Namen „Tilly Meyer Modes“, in dem später auch ihr Ehemann, der zunächst als Textilvertreter gearbeitet hatte, beschäftigt war. Außer dem Sohn Kurt hatte das Ehepaar Levy noch einen weiteren Sohn namens Rolf und eine Tochter namens Margot. Die Familie kam zu einem gewissen Wohlstand; den Ausbruch des Ersten Weltkriegs etwa erlebte Kurt Levy in Belgien, wo er mit seiner Mutter im Urlaub war.
Kurt Levy, der sich als Kind gerne im Geschäft seiner Mutter aufhielt und mit Stoffresten, Knöpfen etc. bastelte, erhielt schon während seiner Gymnasialzeit Malunterricht bei Em Oeliden. Etwa im Alter von 17 Jahren begann Kurt Levy sich für Politik zu interessieren. Er wurde Kommunist. Zu diesem Zeitpunkt wollte er aus der jüdischen Gemeinde, der er angehörte, austreten, doch ließ er sich vom Rabbiner, der ihm für die Zukunft die Bestnote im Religionsunterricht versprach, davon abhalten. Nachdem er 1931 am altsprachlichen Gymnasium die Reifeprüfung abgelegt hatte, bewarb er sich erfolgreich an der Werkkunstschule in Köln; sein Lehrer war Friedrich Ahlers-Hestermann.
Bereits nach einem Semester gab Levy aber das Studium an der Werkkunstschule auf. Nach einem Aufenthalt im Hochschwarzwald, der notwendig geworden war, um eine leichte Tuberkulose auszukurieren, kehrte Levy nach Köln zurück und begann ein Studium der Zahnmedizin.
1933 verließ Levy Deutschland. Als politisch Verfolgter emigrierte er in die Niederlande. Sein jüngerer Bruder, der ihn dort mehrfach besucht hatte, wurde 1934 von der Gestapo verhaftet und wegen angeblichen Landesverrats drei Monate lang im Klingelpütz inhaftiert. Sein Vater, der als Frontkämpfer am Ersten Weltkrieg teilgenommen hatte, konnte sich trotz der bedrohlichen Situation nicht dazu entschließen, das Geschäft in Deutschland aufzugeben und zu emigrieren. Er wurde zusammen mit seiner Frau in einem Sammellager untergebracht, nachdem das Modegeschäft „arisiert“ worden war. Das Ehepaar Levy wurde 1943 deportiert und später für tot erklärt.
Kurt Levy blieb zunächst in den Niederlanden, wo er zwar keine Arbeitserlaubnis erhielt, aber weiter malte. 1934 nahm er an einer Ausstellung in London teil, in der Bilder emigrierter Künstler gezeigt wurden. Wegen seiner Neigung zum Kommunismus drohten ihm die Behörden seines Zufluchtslandes mit Ausweisung.
Daraufhin übersiedelte er im Frühjahr 1935 nach Kolumbien. Von Buenaventura, wohin er an Bord eines Handelsschiffes gekommen war, reiste Levy gleich weiter nach Bogotá. Dort arbeitete er als Lithograph. Er gestaltete außerdem Messestände, Plakate etc. 1936 heiratete er Agnes Lopez Cardozo, mit der er 1942 eine Tochter bekam, die den Namen Juanita erhielt. Ab 1937 hielt sich auch Rolf Levy, der in einer deutschen Werkstatt illegalerweise eine Lehre als Automechaniker hinter sich gebracht hatte, in Kolumbien auf, 1939 kam auch noch die Schwester Margot nach, die eine Ausbildung zur Modistin bei ihrer Mutter gemacht hatte.
Kurt Levy und seine Frau, die gelernte Modezeichnerin war und in Kolumbien zeitweise Produkte von Helena Rubinstein verkaufte, nahmen am gesellschaftlichen Leben in Bogotá intensiv teil. Sie konnten sich in ihrem Zufluchtsland einen gehobenen Lebensstandard sichern. Sie bereisten Kolumbien in den 1930er und 1940er Jahren mehrfach ausgiebig. Levy interessierte sich vor allem für den spanischen Kolonialstil, den er hier antraf, und für die Landschaft und das Licht. Er hielt Kolumbien für eines der schönsten und vielfältigsten Länder der Erde. 1946 gab er seine Stelle als Lithograph auf und wurde freier Künstler. Aus den 1940er Jahren sind Skizzenbücher, Aquarelle und Ölbilder erhalten. Die Bemühungen der Regierung, in einem Land, in dem es keine künstlerische Tradition wie in Europa gab, die Malerei und auch das plastische Bilden zu unterstützen, waren seinem Vorhaben günstig. In dieser Zeit wurden viele Ausstellungen, Wettbewerbe und Ankäufe der öffentlichen Hand finanziert oder unterstützt, und auch Levy konnte mit dem Erlös aus seinen Bildern sowie mit privat erteiltem Zeichenunterricht seinen Lebensunterhalt bestreiten.
1947 wurde die Ehe der Levys geschieden. In diesem Jahr erhielt Kurt Levy eine Anstellung als Lehrer für Malerei und Zeichnen am Centro Colombo Americano in Medellín und stellte in Bogotá in der Biblioteca Nacional sowie im Conservatorio de Cali aus. In den späten 1940er und den 1950er Jahren folgten zahlreiche Ausstellungen, unter anderem in der Biblioteca Departamental in Barranquilla, im Museo Nacional in Bogotá, in der Brücke in Bonn und in der Galerie Buchholz in Bogotá. Von 1955 bis 1960 hatte Levy eine Professur für Aquarelltechnik an der Staatlichen Universität Barranquilla inne. Die Stationen seines Aufenthalts in Kolumbien nach der Scheidung lassen sich nicht komplett rekonstruieren; er wechselte offenbar sehr häufig den Wohnsitz. Seine letzte Ausstellung in Kolumbien hatte er 1959 in der Galerie Buchholz.
Danach kehrte er, gesundheitlich angeschlagen und in Sorge wegen der Inflation in Kolumbien, nach Deutschland zurück. Im März 1960 kam er mit einem Handelsschiff in Hamburg an und fuhr zunächst weiter nach Leverkusen, wo er bei einer Cousine Quartier bekam, die von ihrem Mann vor dem Holocaust gerettet worden war. Danach ließ er sich in Köln nieder und lebte als freier Künstler; zusätzlich verdiente er Geld als Fremdenführer und Dolmetscher. Eine Ausstellung seiner Werke fand 1960 im Ibero-Amerika-Haus in Frankfurt am Main statt.
Nach seiner Rückkehr nach Europa unternahm er zahlreiche Reisen, unter anderem drei nach Israel, und beteiligte sich an Ausstellungen der Europäischen Vereinigung Bildender Künstler. Er schuf weiterhin Öl- und Aquarellbilder, nun aber auch Gouachen und eine modifizierte Version der Enkaustik. In Israel, wo er seinen Jugendfreund Erich Töplitz wiedertraf, porträtierte Levy mehrfach Menachem Begin. 1977 ging er eine Ehe mit Marie-Luise Wittig (1928–2015) ein, die er 1960 kennengelernt hatte. Im Jahr darauf fand eine Ausstellung von Werken Levys in der Hahnentorburg in Köln statt, 1986 eine weitere im Neuen Stadthaus in Bonn und 1987 Ausstellungen in Galerien in Köln und Krefeld.
Levy starb 1987 im Alter von 76 Jahren und wurde auf dem Kölner Friedhof Melaten beerdigt. Das für die Eheleute vorgesehene Grab wurde später abgeräumt; Marie-Luise Levy ist in einer Einzelgrabstätte beigesetzt.

## Gedenken
1998 fand eine Retrospektive der Werke Levys statt, die den Titel Heimat Exil Heimat trug. Die Ausstellung wurde 2002 im Stadtmuseum Bonn wiederholt. 2011 wurde anlässlich seines hundertsten Geburtstages eine Ausstellung seiner Werke im Jüdischen Museum Frankfurt gezeigt.
Levys künstlerischer Nachlass befindet sich im Ludwig-Meidner-Archiv dieses Museums. Er umfasst 121 Ölgemälde, 248 Arbeiten auf Papier in verschiedenen Techniken, 30 Skizzenbücher und dokumentarisches Material.
In der Schriftenreihe des Jüdischen Museums Frankfurt erschien anlässlich der Retrospektive von 1998 eine Monographie über Levy mit dem Titel Heimat Exil Heimat.